# 杉本氏
杉本氏（すぎもとし）は日本の氏族のひとつ。全国的に見られる姓であるが、山城、河内、加賀、越中、越後、信濃、相模、美作などに多い。

## 清和源氏源為義流
本姓は源氏。家系は清和天皇の血をひく清和源氏のひとつ河内源氏の流れ。源為義の庶子為国より発する。家紋は蔦。

## 桓武平氏三浦氏流
本姓は平氏。家系は桓武天皇の流れを汲む桓武平氏の平良文を祖とする三浦氏の庶流である。三浦義明の長男義宗が起源で鎌倉の杉本城（現在の杉本寺）を拠点としたことから杉本（椙本とも）を称した。杉本氏からは、初代鎌倉幕府侍所別当和田義盛にはじまる和田氏が別れた他、杉浦氏、鮎川氏、走水氏などの庶流が別れた。
また、義宗の弟で三浦本宗家を相続した義澄の次男佐原義連の家系からも杉本氏が別れ、義連の子横須賀時連に宗明という子がおり、以後杉本氏として存続した。
宗明（下野守）－時明（安芸守）－貞連（因幡守）－貞清－駒石丸－久連－連秀－義清－義定
と続いた。
なお、宗明の次男貞宗が三浦姓に復して美作三浦氏を起こし戦国大名として栄えた。

## 藤原氏上杉氏流
勧修寺家の傍流越後守護上杉氏の庶家に杉本氏がある。

## 伊予橘氏楠木氏流
また、楠木正成の一族にも杉本氏が確認される。本姓は伊予橘氏（越智氏の一族）。家系は河野氏の一族である橘遠保の流れを汲むという。『若狭小浜杉本院系図』に曰く、楠木正隆の子俊親に貞隆という子がいたという。貞隆は丹波国杉本に生まれ右衛門尉と称し、世に杉本殿と称されたという。家系は
貞隆－貞俊－俊胤－諸正－正胤－委正－信貴－盛長－良海
と続いた。

## 清和源氏足利氏一門桃井氏流
南北朝時代、足利氏の一門、越中守護として同国を支配した桃井氏の子孫に杉本氏があるとされる。

## 加賀国の杉本氏
加賀藩士のうちに杉本氏の家系が数流確認される。

### 杉本四郎右衛門系
加賀藩の『諸士系譜』によれば杉本四郎右衛門家は杉本四郎右衛門は越前国の朝倉義景の家臣を経て、前田利家に仕えたのがはじまりという。家禄は150石後、次郎左衛門の代より500石となる。覚丞の代に断絶した後、その弟は三沢氏に養子入りし、大聖寺藩士 三沢安右衛門となる。次郎左衛門の弟 四郎左衛門の家系が存続する。家禄は久太夫の代に180石と伝わる。
系譜
```
四郎右衛門-次郎左衛門-覚丞
```

```
四郎右衛門-◎四郎左衛門-四郎左衛門愛宗-久太夫教万-猪左衛門-孫六-次郎左衛門-徳三郎和則
```

### 杉本作左衛門系
『諸士系譜』及び『加賀藩給帳』、『先祖由緒』に曰く、加賀藩士 杉本作左衛門系は、前田利家に仕えた作左衛門にはじまるという。家紋は丸内割木瓜。家禄は150石で菩提寺は西方寺という。
系譜
```
作左衛門-作左衛門-伊左衛門-才三郎-六郎左衛門-藤太夫-幸右衛門-作左衛門厚信-権兵衛雅仁
```

### 杉本清庵系
『諸士系譜』に曰く、加賀藩士 杉本清庵は僧侶。家禄は元文5年(1740年)に150石という。
系譜
```
清庵-弥左衛門径中-清左衛門-弥右衛門短則
```

### 杉本作右衛門系
『諸士系譜』、『加賀藩給帳』、『先祖由緒』に曰く、加賀藩士 杉本作右衛門系は作右衛門敬典よりはじまるという。家紋は丸内花菱、家禄は寛政3年(1791年)に200石となる。菩提寺は承証寺。杉本乙菊は島田一良と大久保利通暗殺を共謀し、犯行後自首し斬首となる。明治22年（1889年）大赦となった。
系譜
```
杉本作右衛門敬典-次兵衛-隼之助全好-作太郎信之-杉本乙菊
```

### 杉本銀右衛門系
『諸士系譜』、『加賀藩給帳』、『先祖由緒』によれば、加賀藩士 杉本銀右衛門系は銀右衛門守典よりはじまるという。守典は文化5年(1809年)、100石となる。菩提寺は実成寺。
系譜
```
杉本銀右衛門守典-三六有尚-九兵衛
```

### その他の加賀藩士 杉本氏
その他の加賀藩士 杉本氏は下記の通り。明治初年の時点での『諸士系譜』の記録では、杉本久太郎の子 五百枝宗寛が180石。杉本伊左衛門の子 伊三郎清房が7人扶持。杉本杢左衛門礼節の子 礼一は14俵。杉本作左衛門礼和の子 作之進偏幹は八人扶持。礼報の八人扶持。杉本瀬左衛門忠吉の子 三右衛門一晴、且之親子は100石。杉本文右衛門の子 勘六則正は二人扶持。右喜助の子 義十郎長重、駒次郎親子は七人扶持。杉本久蔵の子 久録、杉本源兵衛の子 源兵衛善令は15俵。八左衛門能景の子 源造能久は八人扶持。杉本幸助の子 杉本理兵衛景之は三人扶持。杉本幸二郎朝満は三人扶持。杉本甚道の子 甚次郎一義 は一人半扶持、杉本平蔵の子 左門秀寿は28俵。杉本清左衛門方朝の子 清次郎信朝は三人扶持。杉本良左衛門方定の子 清次郎方明は40石。杉本清助の子善四郎一則は9俵。杉本和左衛門友貞の子 恒次郎惟和は40俵。杉本吉之丞悦邑の子 他作乗勝は三人扶持。杉本八左衛門預一の子 彦右衛門高重は40石。杉本半左衛門直為の子 端左衛門直方は130石。杉本無事経則の子 伴七成章は200石。杉本勘六の子 文三有正は二人扶持。杉本和平の子 兵作朝輝は12俵。杉本九郎次清周の子 安太郎久周は35俵。杉本徳三郎の子 六三郎は10俵。杉本栄助の子 和三郎政春は30俵という。

### 刀工の杉本氏
加賀国の刀工に杉本氏があった。『加能郷土辞彙』によれば京都の杉本信国の末裔といい、天正12年(1585年)に加賀国に移住した。代々、信友を名乗るという。
系譜
```
刀工 杉本信友-五郎右衛門信友-茂左衛門信友-平右衛門信友-伊兵衛信友-勘右衛門(太郎右衛門)信友-太兵衛信友-太助信友-吉九郎信友-丈次郎信友
```

### 実業家の杉本氏
石川県羽咋郡南邑知村(志有)出身の杉本伊八郎は、上京して機業を学び、のちに羽咋郡羽咋町(羽咋市)で開業し、大正9年、同郡末森の杉本家に入り、機業場を設立した。

## 越中国の杉本氏
『加賀藩給帳』によれば200石杉本弥右衛門、180石杉本幸右衛門、150石杉本駒太郎と載せる。また、金沢藩士 杉本作右衛門の後裔 捨六は江戸末期、射水郡放生津(新湊市)に移住し、町医師を開業。その子 兵太も町医師を継ぎ、新湊市初代市長を務めた。
```
杉本作右衛門…………捨六-兵太
```